# Condado de Dodge (Nebraska)
O Condado de Dodge é um dos 93 condados do estado norte-americano de Nebraska. A sede do condado é Fremont, que é também a sua maior cidade. O condado tem uma área de 1409 km² (dos quais 18 km² estão cobertos por água), uma população de 36 160 habitantes, e uma densidade populacional de 25,6 hab/km² (segundo o censo nacional de 2000). O condado foi fundado em 1855.
O seu nome é uma homenagem ao senador Augustus C. Dodge (1812-1883).

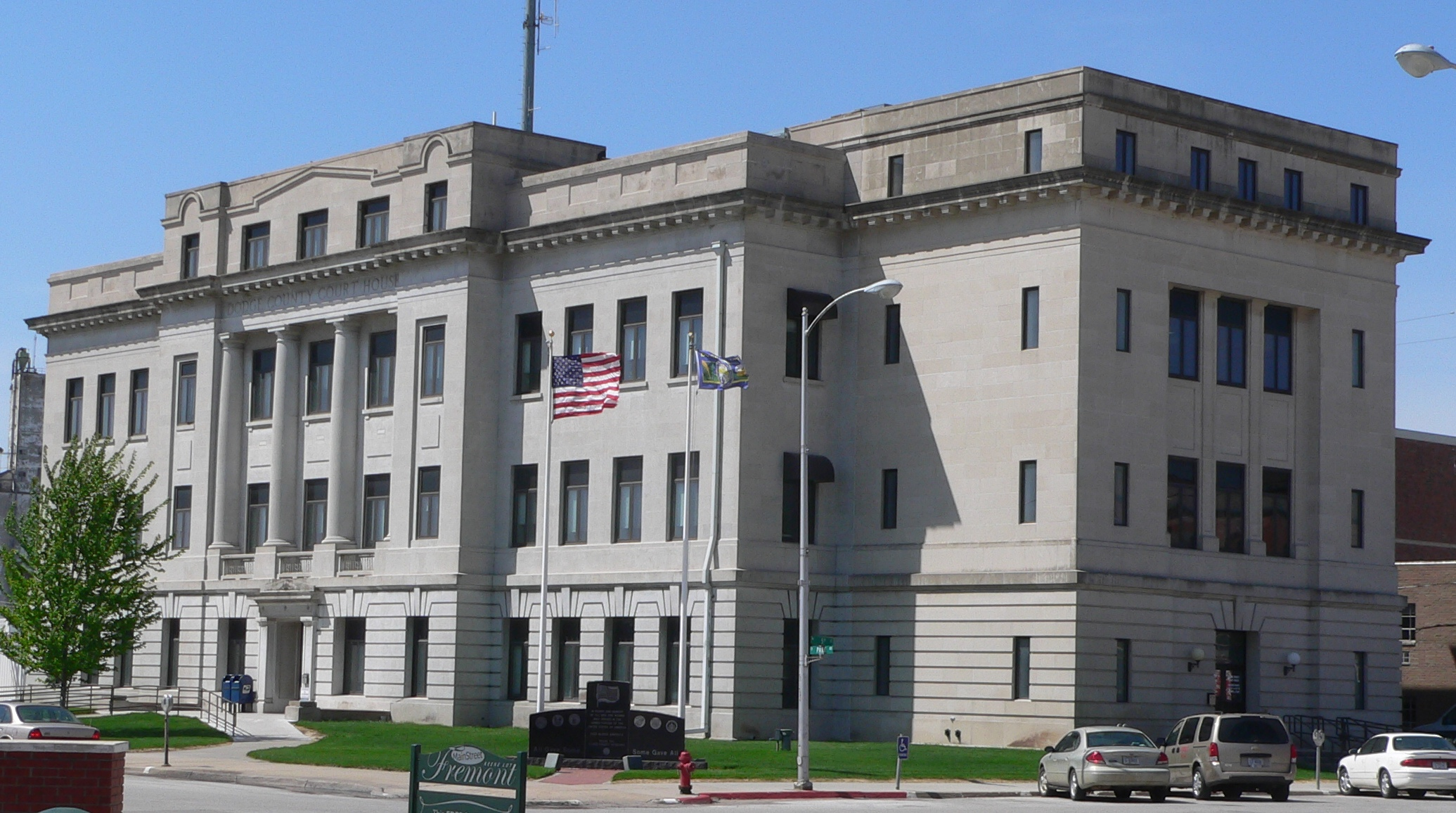
Tribunal do condado de Dodge em Fremont, Nebraska